# 廣瀬麻伊
廣瀬 麻伊（ひろせ まい、1992年2月7日 - ）は、日本のギャルファッションモデル。東京都東大和市出身。
ファッション雑誌『Popteen』でのデビューからすぐさま人気モデルとなるも、間もなく引退、そしてしばしの休業状態へ。2010年半ばに復帰し活動を再開。その復帰の舞台となったポップティーン誌における活動からなにより著名。“まいまい”の愛称がある。

## 来歴

### 始動、即引退
『Popteen』の2008年8月号で同誌に初登場。その次号にあたる2008年9月号で初の単独表紙。時に16歳であった。ところがいきなりの表紙デビューであったことから、自身のブログのコメント欄にてバッシングを受け、いわく、それが精神的に堪えたことからモデル業を断念。予定していたイベント『アゲるPopteen』への出演も辞退、そのまま逃げ出すような形で誌面から姿を消した。

### 復帰
そうしてモデル業を辞めたのち、しばらくはひきこもり状態にあった。ひきこもり生活を脱してからは、他人から気付かれるのを避けるためにと黒染めを施したうえで、歯科助手として歯科医院での勤労に従事した。ところが18歳の誕生日に、姉からモデル業再開の提案を受け、それに感化されたことから復帰を決意する。『Popteen』編集長との電話連絡を経て同誌への復帰が決定し、同誌2010年8月号にて2年ぶりの復帰を行う運びとなった。

### 復帰後
上海国際博覧会開幕後の2010年6月なかば、『Popteen』誌関係のほか9名のモデルら、すなわち舟山久美子、出岡美咲、寿るい、孫イ、鈴木奈々、河西美希、青木英李、村田莉、椎名ひかりとともに中国へと渡ったうえで、ギャルシーンの代表の一人として、ショーなどを通してのギャル文化の広報活動を実施。8月には『アゲる！POP祭り2010』への登場を果たした。
翌2011年にあっては、4月発売の『Popteen』6月号にて単独表紙への返り咲きを実現。3年ぶりの単独表紙となった。同年にはBENIの楽曲のミュージックビデオへの出演を行ったほか、10月の暮れに発売された若旦那の楽曲のミュージックビデオに、根本弥生、荒木さやか、小泉梓、斉藤夏海、峯村優衣、八鍬里美という6名のモデルらとともに出演するなどの活動もあった。
2012年からは『Popteen』誌上で“廣瀬麻伊夫”（ひろせまいお）の名を持つ男装キャラでの活動を展開しており、同誌6月号での初登場を経て、10月号より新連載“廣瀬麻伊夫の美男グラビア”を始動させるなどしている。

## 人物
2024年7月29日に結婚した。

## 出演

### 雑誌
- 『Popteen』（2008年8月号 - 2008年9月号／2010年8月号 - ）
- 『egg』[2]

### 音楽PV
- 「好きだから。」（BENI、2011年6月8日発売）[14]
- 「TASUKI/青空」（若旦那、2011年10月26日発売）  共/根本弥生、荒木さやか、小泉梓、斉藤夏海、峯村優衣、八鍬里美[15]

### イベント
- 『上海国際博覧会』（2010年6月15日 - 16日）[8]
- 『アゲる！POP祭り2010』（代々木第一体育館、2010年8月5日）[16]
- 『GIRL'S BLOGGER STYLE 2011A/W byガルモニ』（SHIBUYA-AX、2011年8月25日）[17]
- 『Shibuya109 Girls Festival 2012』（Hikarie Hall、2012年5月12日） 共/西川瑞希、川端かなこ、てんちむ、ほか[18]

### その他
- ジャケット写真：『東京RAGGA LOVERS 2』（SPICY CHOCOLATE、2011年4月13日発売） 共/上遠野太洸[19]